# 私の名盤コレクション
『私の名盤コレクション』（わたしのめいばんコレクション）は、NHK-FM放送にて2005年3月29日から2007年3月31日まで放送されていた音楽番組である。初回放送は火曜日 - 土曜日未明（月曜日 - 金曜日深夜）0時10分 - 0時50分、再放送は翌週の月曜日 - 金曜日9時20分 - 10時。

## 概要
毎回音楽家や各界の著名人を1週間交代でゲストに招き、ゲストが特に気に入った音楽を毎回持ち寄ってもらい、その曲に関する思い出話をパーソナリティがインタビューするという形態だった。

## 出演者
- パーソナリティ
  - 島田律子（2005年4月 - 2006年3月）
  - 寺田恵子（2006年4月 - 2007年3月）
  - 宮本文昭（2006年7月）
  - 郡修彦（2006年12月）

## 放送リスト
再放送は省略。

### 2005年
| 放送日              | ゲスト                   |
| ------------------- | ------------------------ |
| 3月29日 - 4月2日    | BEGIN                    |
| 4月5日 - 4月9日     | 小林旭                   |
| 4月12日 - 4月16日   | 南佳孝                   |
| 4月19日 - 4月23日   | Baby Boo                 |
| 4月26日 - 4月30日   | 小川隆夫                 |
| 5月3日 - 5月7日     | 嘉門達夫                 |
| 5月10日 - 5月14日   | 中島啓江                 |
| 5月17日 - 5月21日   | 赤坂泰彦                 |
| 5月24日 - 5月28日   | 城之内ミサ               |
| 5月31日 - 6月4日    | 阿川泰子                 |
| 6月7日 - 6月11日    | 楠瀬誠志郎               |
| 6月14日 - 6月18日   | 竹村淳                   |
| 6月21日 - 6月25日   | 西村由紀江               |
| 6月28日 - 7月2日    | 熊谷和徳                 |
| 7月5日 - 7月9日     | 松本素生                 |
| 7月12日 - 7月16日   | 上妻宏光                 |
| 7月19日 - 7月23日   | 姿月あさと               |
| 7月26日 - 7月30日   | 立川志らく               |
| 8月2日 - 8月6日     | パンチ佐藤               |
| 8月9日 - 8月13日    | 森田健作                 |
| 8月16日 - 8月20日   | 服部隆之                 |
| 8月23日 - 8月27日   | 大伴良則                 |
| 8月30日 - 9月3日    | キダ・タロー             |
| 9月6日 - 9月10日    | 上原奈美                 |
| 9月13日 - 9月17日   | 桑山哲也                 |
| 9月20日 - 9月24日   | カルロス菅野             |
| 9月27日 - 10月1日   | 安達祐実                 |
| 10月4日 - 10月8日   | 矢田部木綿子             |
| 10月11日 - 10月15日 | 七尾藍佳                 |
| 10月18日 - 10月22日 | 来生たかお               |
| 10月25日 - 10月29日 | 藤原道山                 |
| 11月1日 - 11月5日   | ガレージシャンソンショー |
| 11月8日 - 11月12日  | 堺すすむ                 |
| 11月15日 - 11月19日 | 亀田誠治                 |
| 11月22日 - 11月26日 | はなわ                   |
| 11月29日 - 12月3日  | 秋川雅史                 |
| 12月6日 - 12月10日  | coba                     |
| 12月13日 - 12月17日 | 大林宣彦                 |
| 12月20日 - 12月24日 | キンモクセイ             |

### 2006年
| 放送日              | ゲスト                |
| ------------------- | --------------------- |
| 1月4日 - 1月7日     | [ 注釈 1 ]            |
| 1月10日 - 1月14日   | KONISHIKI             |
| 1月17日 - 1月21日   | 佐藤竹善              |
| 1月24日 - 1月28日   | 湯浅学                |
| 1月31日 - 2月4日    | ポカスカジャン        |
| 2月7日 - 2月11日    | 大西ユカリ            |
| 2月14日 - 2月18日   | Skoop On Somebody     |
| 2月21日 - 2月25日   | 牧村三枝子            |
| 2月28日 - 3月4日    | 武田美保              |
| 3月7日 - 3月11日    | 明和電機              |
| 3月14日 - 3月18日   | sacra                 |
| 3月21日 - 3月25日   | 小野真弓              |
| 3月28日 - 4月1日    | 世良公則              |
| 4月4日 - 4月8日     | 林英哲                |
| 4月11日 - 4月15日   | 王様                  |
| 4月18日 - 4月22日   | 亀渕友香              |
| 4月25日 - 4月29日   | 小林桂                |
| 5月2日 - 5月3日     | [ 注釈 2 ]            |
| 5月9日 - 5月13日    | 小松亮太              |
| 5月16日 - 5月20日   | 内藤やす子            |
| 5月23日 - 5月27日   | 江守徹                |
| 5月30日 - 6月3日    | GRAPEVINE             |
| 6月6日 - 6月10日    | いのうえひでのり      |
| 6月14日 - 6月17日   | パラダイス山元        |
| 6月20日 - 6月24日   | 真琴つばさ            |
| 6月27日 - 7月1日    | 鈴井貴之              |
| 7月4日 - 7月8日     | デーモン小暮閣下      |
| 7月11日 - 7月15日   | 神田紅                |
| 7月18日 - 7月22日   | 飯田譲治              |
| 7月25日 - 7月29日   | 宮本文昭              |
| 8月1日 - 8月5日     | 夏川りみ              |
| 8月22日 - 8月26日   | ピアニスターHIROSHI   |
| 8月29日 - 9月2日    | 森川由加里            |
| 9月5日 - 9月9日     | ダンス☆マン           |
| 9月12日 - 9月16日   | 伊藤政則              |
| 9月19日 - 9月23日   | 川平慈英              |
| 9月26日 - 9月30日   | 波田陽区              |
| 10月3日             | 角田美喜（SHOW-YA）   |
| 10月4日             | 仙波さとみ（SHOW-YA） |
| 10月5日             | 中村美紀（SHOW-YA）   |
| 10月6日             | 五十嵐美貴（SHOW-YA） |
| 10月7日             | SHOW-YA               |
| 10月17日 - 10月21日 | 寺井尚子              |
| 10月24日 - 10月28日 | 水木一郎              |
| 10月31日 - 11月4日  | 吉田兄弟              |
| 11月7日 - 11月11日  | 児山紀芳              |
| 11月14日 - 11月18日 | 一噌幸弘              |
| 11月21日 - 11月25日 | 北原照久              |
| 11月28日 - 12月2日  | 高橋瞳                |
| 12月5日 - 12月9日   | ムーンライダーズ      |
| 12月12日 - 12月16日 | 押尾コータロー        |
| 12月19日 - 12月23日 | 郡修彦                |

### 2007年
| 放送日            | ゲスト     |
| ----------------- | ---------- |
| 1月9日 - 1月13日  | 桂小米朝   |
| 1月16日 - 1月20日 | 野村義男   |
| 1月23日 - 1月27日 | 志茂田景樹 |
| 1月30日 - 2月3日  | なぎら健壱 |
| 2月6日 - 2月10日  | 黒須洋壬   |
| 2月14日 - 2月17日 | 小久保隆   |
| 2月20日 - 2月24日 | 真島茂樹   |
| 2月27日 - 3月3日  | TAKAKO     |